# ايرو كوماندر 500 (العائلة)
ايرو كوماندر 500  (بالإنجليزية: Aero Commander 500 family)‏ هي طائرة نقل ومنافع وأعمال، بمحركين ذات دفع توربيني. أنتجت في 1951 بالولايات المتحدة. من صناعة ايرو كوماندر. كان أول طيران لها في 23 أبريل 1948. دخلت الخدمة في 1952، ومازالت في الخدمة حتى الآن.